# Штеннер, Герман

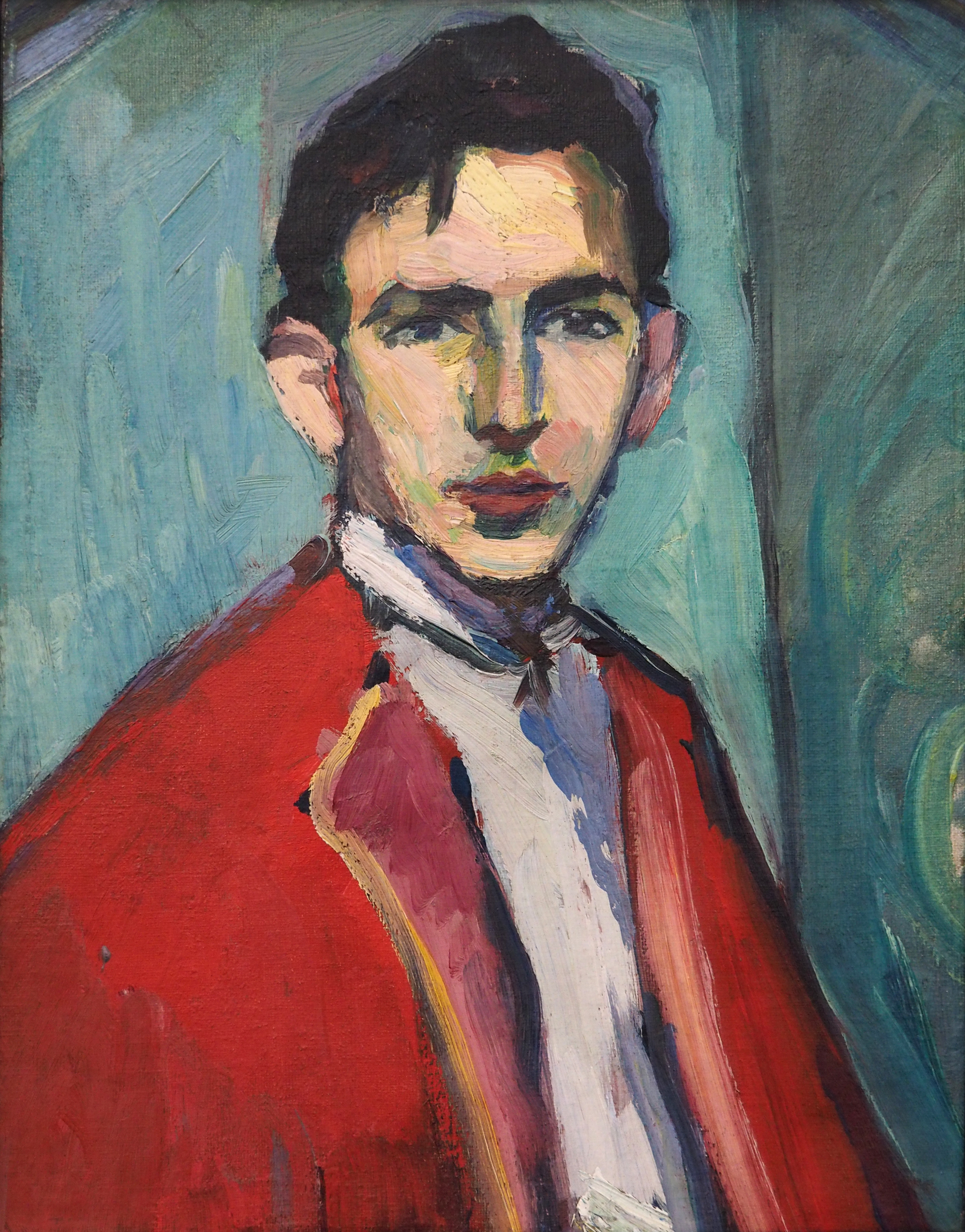
Г.Штеннер Автопортрет в красной кофте

Герман Штеннер (нем. Hermann Stenner, род. 12 марта 1891г. Билефельд — ум. 5 декабря 1914г. Илова, ныне Польша) — немецкий художник и график.

## Жизнь и творчество
Родился в семье художника Гуго Штеннера. Уже во время обучения в реальном училище писал копии работ старых мастеров. В 1908 году поступает в Школу прикладного искусства в Билефельде. С апреля 1909 года - Мюнхенской академии изящных искусств, в классе Генриха Книрра. Лето молодой художник проводит в художественном училище Ганса вон Хайека в Дахау, где делает значительные успехи в овладении приёмами живописи. Позднее Книрр и фон Хайер рекомендуют Г.Штернеру продолжить своё образование в Штутгарте, у профессора Христиана Лангенбергера. В конце марта 1910 года он приезжает в Штутгарт и поступает в вюртембергскую Королевскую академию художеств, в класс Лангенберга. Здесь уже в октябре 1911 года Штеннер переходит в класс Адольфа Хёльцеля, имевшего совершенно иные взгляды на художественное творчество, нежели все предыдущие учителя Штеннера. Молодой человек воодушевлённо воспринял этот «новый стиль», оказавший огромное влияние на раннее его творчество. Летом 1912 года он вместе с Хёльцелем совершает длительную учебную поездку в гористый регион Моншау, где пишет полотна в футуристическом и импрессионистском стилях, а также создаёт значительное количество рисунков. В августе 1912 он проводит совместно со своим другом, историком искусств Гансом Хильдебрандтом и его супругой Лили, четыре недели в Париже.
В 1913 году Г.Штеннер получает приглашение участвовать в «Первой немецкой выставке экспрессионизма» в Дрездене. В 1913 году он - вместе с художниками Вилли Баумайстером и Оскаром Шлеммером - получает заказ на росписи здания, где проводилась Кёльнская профсоюзная выставка 1914 года. Выполненный ими модернистский центральный фриз вызвал самую различную реакцию - от безусловного одобрения до полного неприятия.
С началом Первой мировой войны Г.Штеннер, как О.Шлеммер, уходит добровольцем на фронт. Попав первоначально со своим 119-м вюртембергским гренадерским полком «Королева Ольга» на Западный фронт, уже в ноябре того же года был отправлен на Восточный фронт, в Силезию. Убит ранним утром 5 декабря 1914 года во время боёв у городка Илова.
За свою недолгую (около 5 лет) творческую жизнь Г.Штеннер оставил значительный след в модернистском искусстве начала XX столетия. Он является автором приблизительно 280 полотен и более 1500 графических работ, характеризующих постепенный переход мастера от импрессионистского стиля к экспрессионизму (в первую очередь под влиянием работ В.Кандинского и позднее - А.Хёльцеля. С 2015 в родном городе художника, на вилле Вебер открыт музей Германа Штеннера (Museum Hermann-Stenner-Haus).

## Галерея

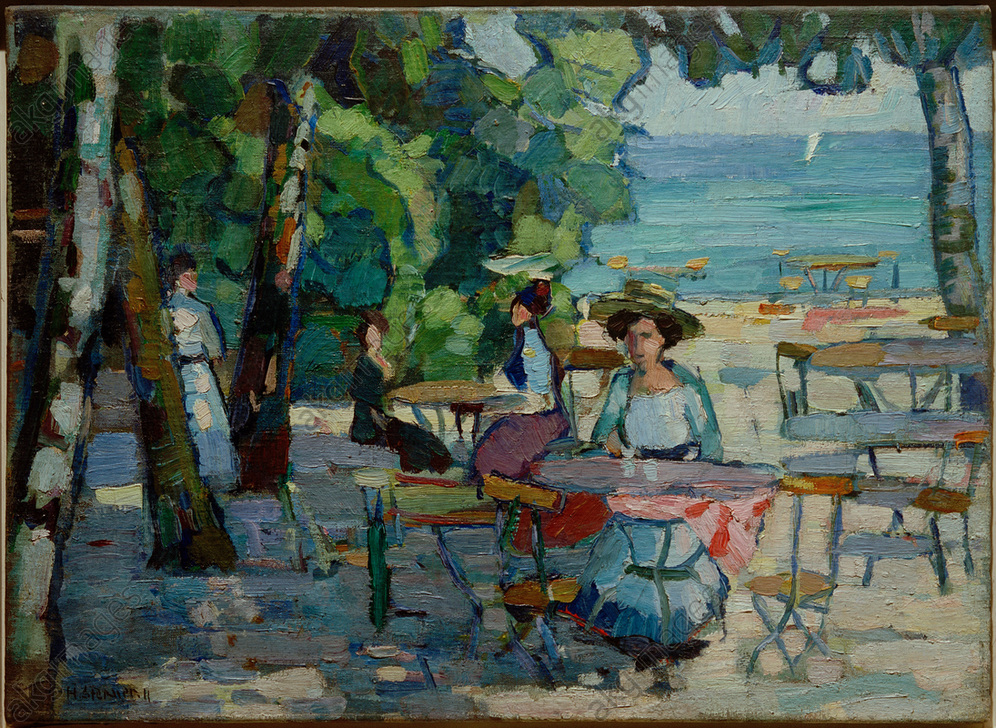
Кофейня на озере Аммерзее (1911)
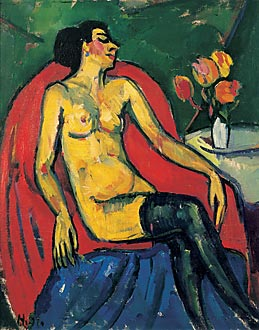
Сидящая нагая (1911)
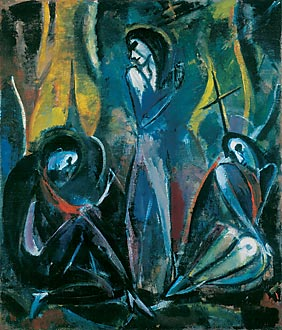
Воскресение
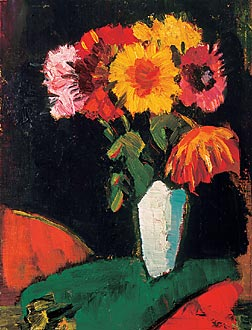
Натюрморт с цветами (1912)
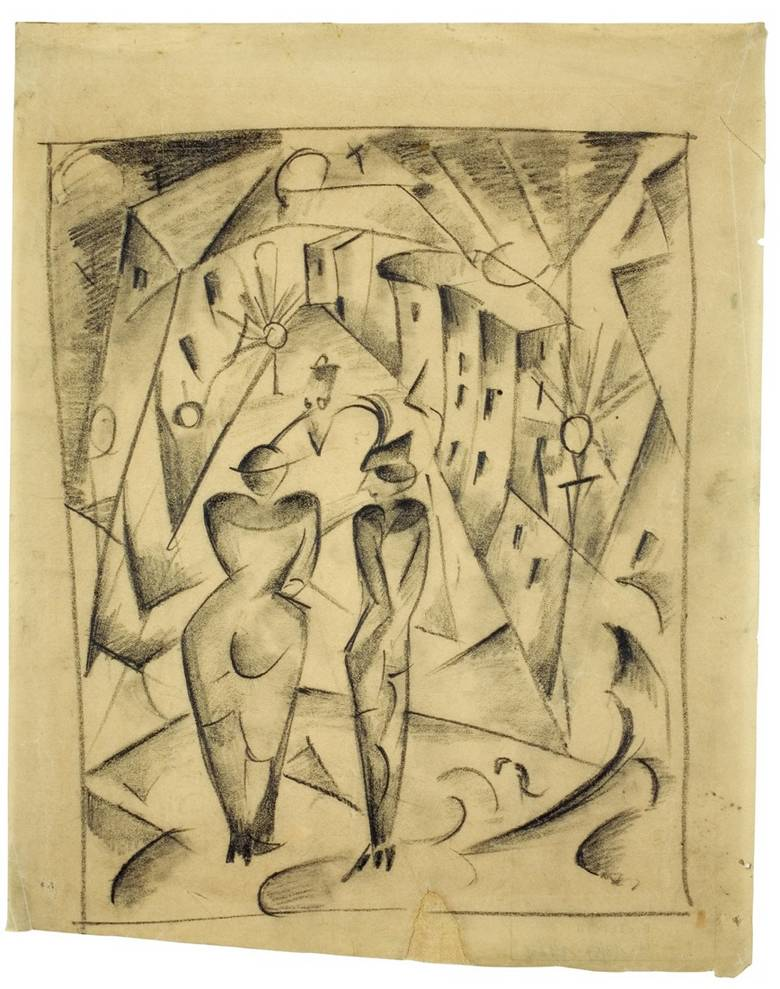
Две женщины на улице (1913)
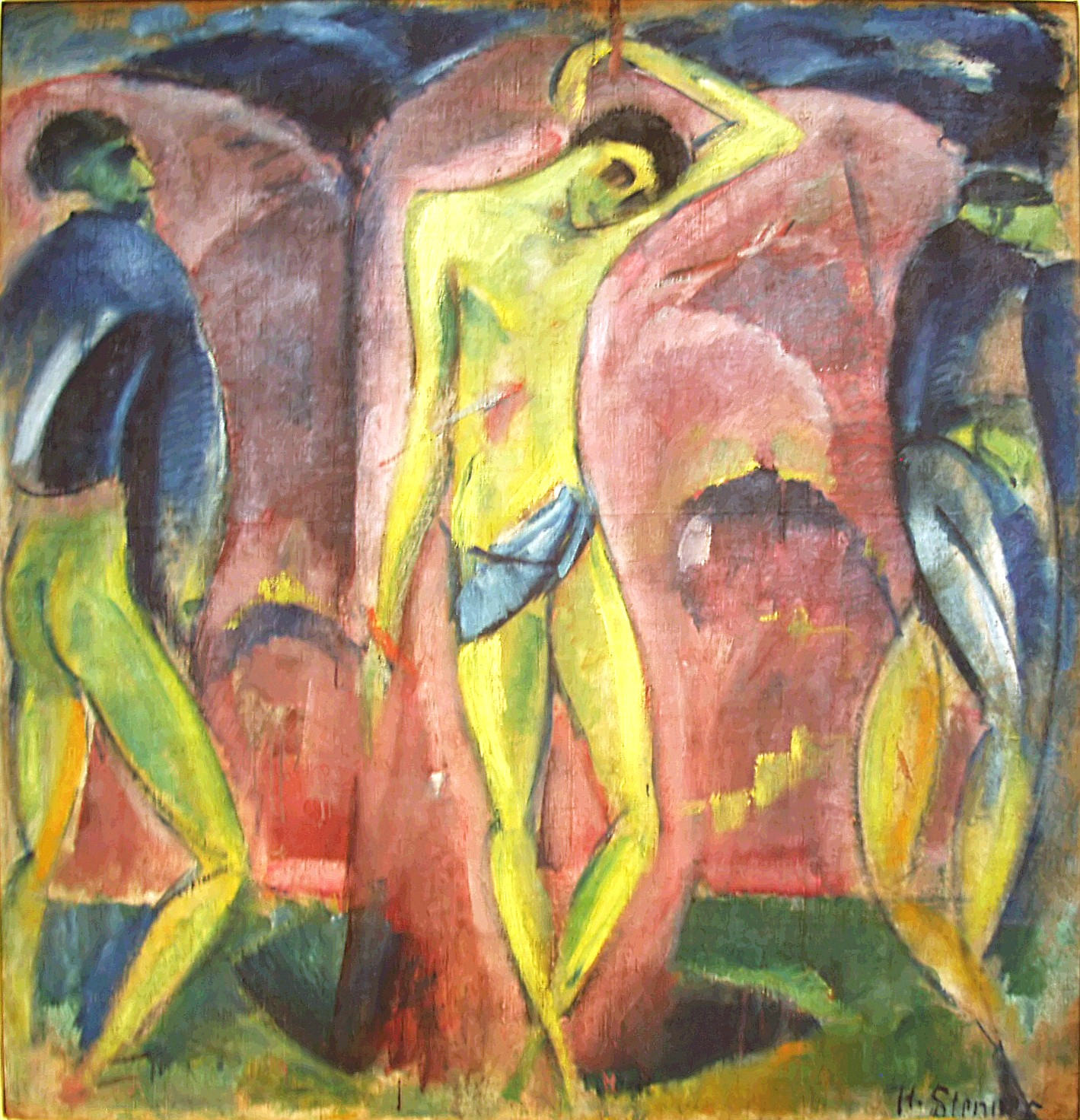
Св.Себастьян (1914)